# Nicolaus von Klemptzen

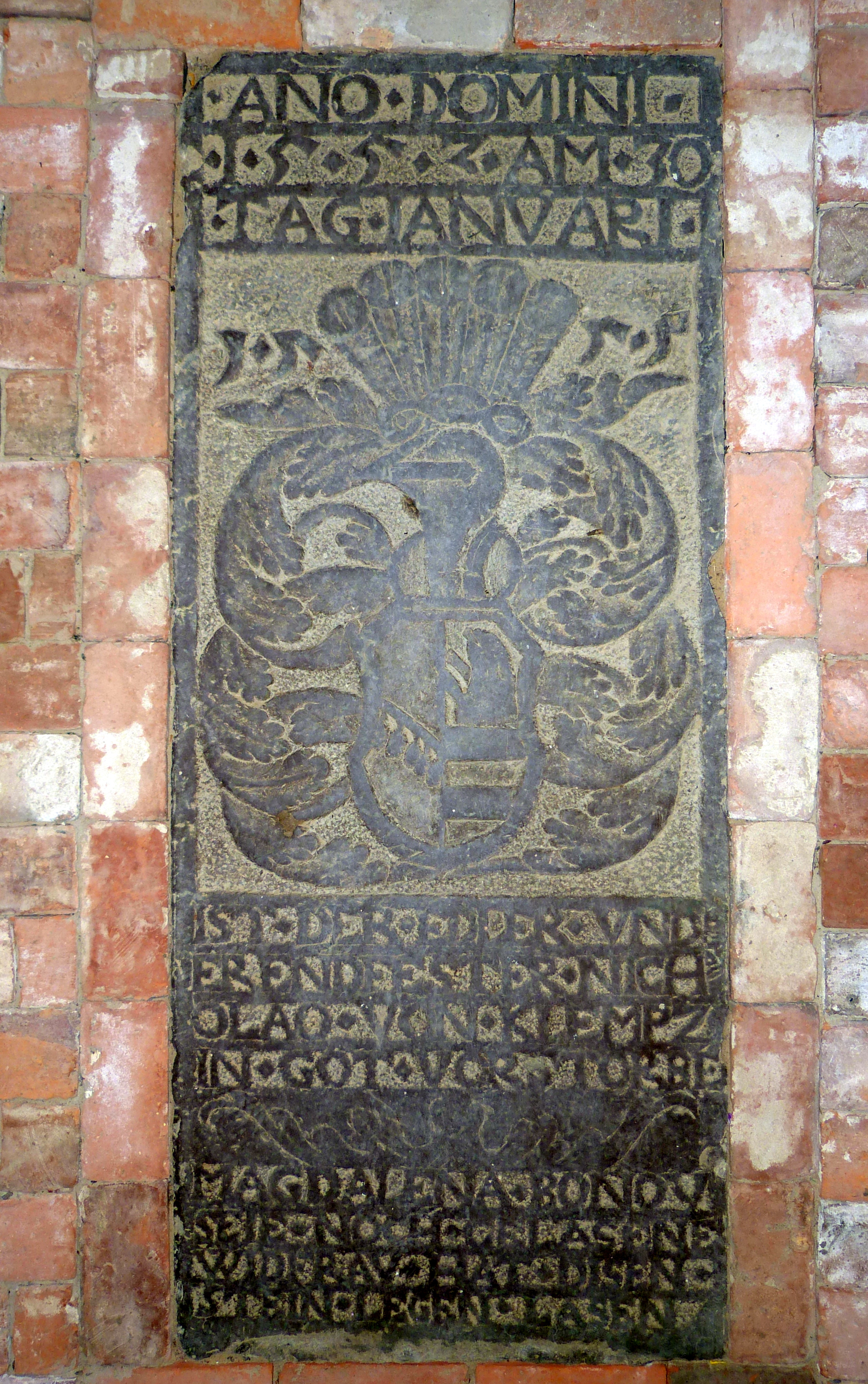
Grabplatte in der Kirche von Pinnow

Nicolaus von Klempzen (* um 1504; † 30. Januar 1552 in Pinnow) war ein Pommersch-Wolgastischer Landrentmeister  und Historiker.

## Leben
Er war das zweite Kind des Bürgermeisters von Stolp, Peter Klempzen. Seit etwa 1523 stand er im Dienst des Herzogs Georg I. von Pommern. Um 1527 wurde er Sekretär in der fürstlichen Kanzlei in Stettin. 1530 begleitete er die Herzöge Georg I. und Barnim IX. zum Reichstag nach Augsburg. Nach Georgs Tod 1531 trat er in Barnims Dienste und wechselte nach der Landesteilung 1532 zu Herzog Philipp I. von Pommern-Wolgast. 1535 erhielt er zusätzlich für acht Jahre das Amt des Landrentmeisters in Pommern-Wolgast. Im selben Jahr begleitete er Johannes Bugenhagen zur Kirchenvisitation nach Stralsund und Neuenkamp. 1540 erhielt er eine Präbende des Camminer Doms. 1543 trat er von seinen beiden Ämtern zurück, blieb aber als Rat am Wolgaster Hof.
Im Jahre 1544 wurde er zweimal nach Wittenberg geschickt um Johannes Bugenhagen als Bischof von Cammin zu gewinnen, beim zweiten Mal begleitete ihn Paul vom Rode, doch blieb er damit erfolglos. 1547 wurde ihm auf eigene Bitte die Verwaltung des Amtes Stolpe übertragen. Kurz zuvor hatte ihm Herzog Philipp I. ein Haus in Anklam verliehen, genannt „der Tempel“, das bisher zum Kloster Stolpe gehört hatte. Im selben Jahr tauschte er sein Lehen Lubbin gegen Anteile an den Gütern Pinnow, Bömitz und Klitschendorf (Klitzkendorf). 1551 trat er von der Verwaltung des Amtes Stolpe zurück und bat den Herzog um die ihm früher auf Lebenszeit versprochenen Einkünfte. Er hatte sich beim Aufbau einer neuen Haushaltung in Stolpe verschuldet. Nikolaus von Klempzen starb nach der Inschrift seiner Grabplatte am 30. Januar 1552 wohl in Pinnow und wurde in der Dorfkirche Pinnow beigesetzt.
Klempzen war verheiratet mit Magdalena von Bonow, einer Tochter des Valentin von Bonow auf Turow und der Katharina von Zitzewitz und hatte mit ihr einen Sohn, der früh starb, und zwei Töchter.
Klempzen übernahm den wissenschaftlichen Nachlass von Thomas Kantzow, dessen Werk er von Anfang an unterstützt hatte. Die Nachlassfassung der „Pomerania“ von 1541/42 Kantzows ist dann von Klempzen unter Verwendung von Studien und Notizen Kantzows komplettiert worden.

## Werke
- Vom Pommer-Lande und dessen Fürsten Geschlecht-Beschreibung in IV Büchern. Nach einer alten Handschrift herausgegeben. Stralsund: Struck 1771

Digitalisat des Exemplars der Staatsbibliothek Berlin